# Frank Johnson Goodnow

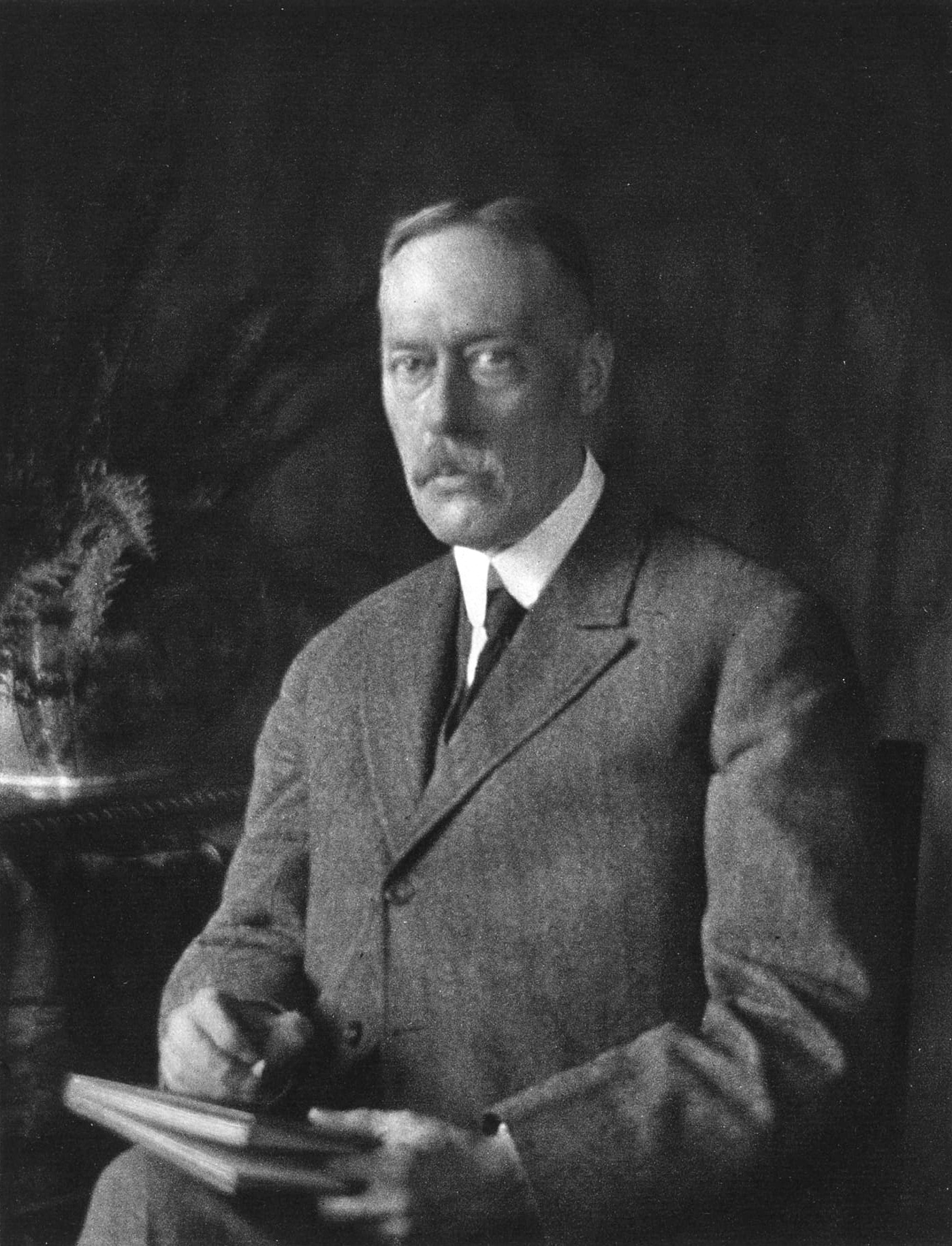
Frank Johnson Goodnow

Frank Johnson Goodnow (* 18. Januar 1859 in Brooklyn, New York; † 15. November 1939 in Baltimore) war ein US-amerikanischer Rechts- und Politikwissenschaftler. Goodnow war 1903/04 erster Präsident der American Political Science Association (APSA) und zudem ab 1914 als Nachfolger von Ira Remsen dritter Präsident der Johns Hopkins University. 1916 wurde Goodnow in die American Academy of Arts and Sciences gewählt. Seit 1920 war er Mitglied der American Philosophical Society.
Seit 1996 wird ihm zu Ehren von der APSA der Frank J. Goodnow Award für hervorragende Verdienste um die Politikwissenschaft verliehen.

## Schriften (Auswahl)
- China.  The Johns Hopkins Press, Baltimore 1926.
- Principles of constitutional government. Harper & brothers, New York/London 2016.
- Social reform and the Constitution. The Macmillan Company, New York 1911.
- Selected cases on government and administration. Callaghan & company, Chicago 1906.
- The principles of the administrative law of the United States. G.P. Putnam’s Sons, New York/London 1905.
- City government in the United States. The Century co., New York 1904.